# Central Única Nacional de Rondas Campesinas del Perú
Central Única Nacional de Rondas Campesinas del Perú (CUNARC-P) es la mayor organización de rondas campesinas en el Perú. El grupo consiste de campesinos indígenas, organizado entre 1000 grupos locales, que brindan servicios de paz y justicia en zonas rurales del Perú.

## Historia
Antes de las elecciones generales de Perú de 2021, CUNARC-P y Pedro Castillo mantuvo una relación amistosa. El Ministerio de Cultura los agregó a la Base de Datos de Pueblos Indígenas o Indígenas (BDPI) en abril de 2022 para otorgar al grupo participación política oficial en acciones gubernamentales. Durante la convulsión social de Perú de 2022-2023, la CUNARC-P se unió a las manifestaciones contra el gobierno de Dina Boluarte.